# Floks

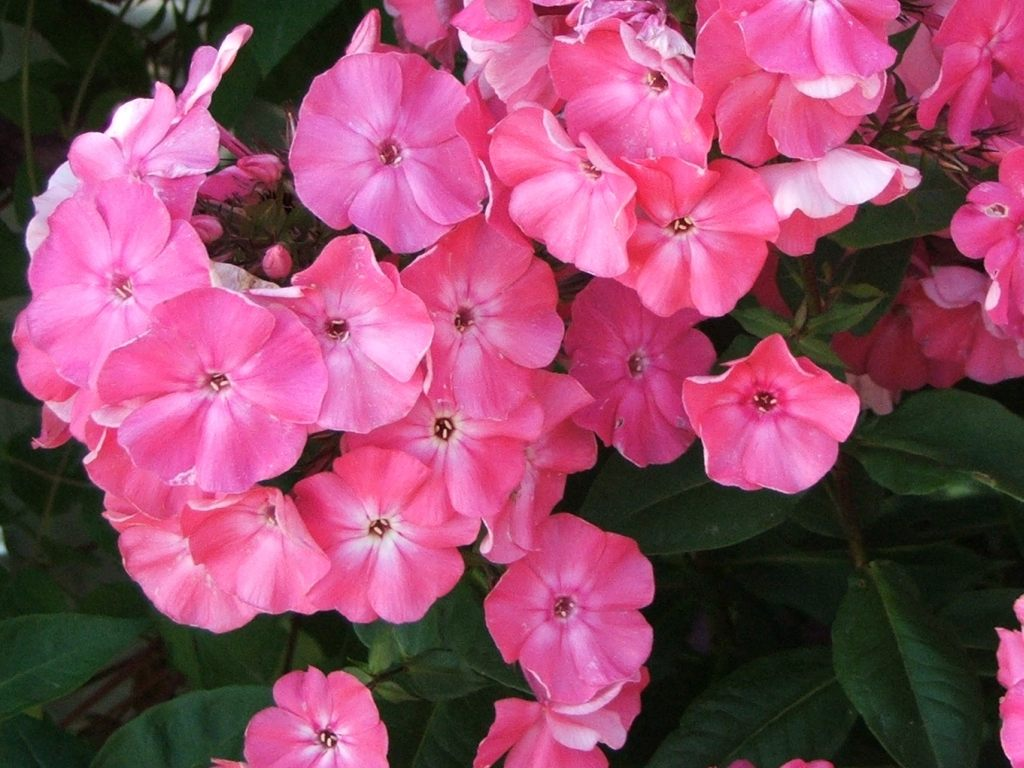
Floks wiechowaty

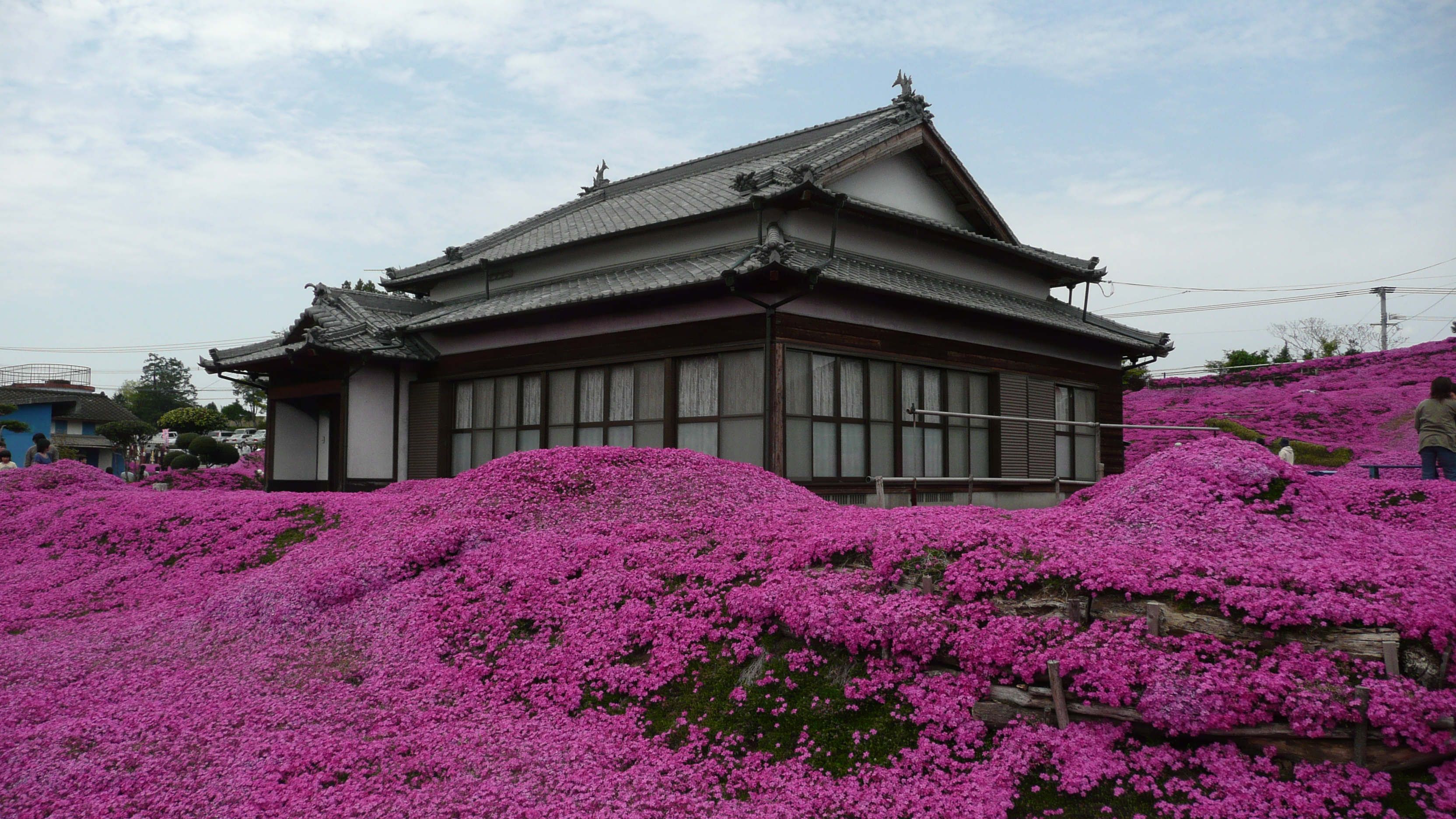
Floks szydlasty

Floks, płomyk (Phlox) – rodzaj roślin należący do rodziny wielosiłowatych (Polemoniaceae). Należy do niego około 70 gatunków. Występują one głównie w Ameryce Północnej, na obszarze od Meksyku na północ. Jeden gatunek ma zasięg obejmujący Rosyjski Daleki Wschód i Syberię. Rośliny te zasiedlają wilgotne łąki, widne lasy i tereny skaliste w górach. W Polsce przedstawiciele rodzaju nie występują w środowisku naturalnym, kilka gatunków jest uprawianych jako rośliny ozdobne, przy czym niektóre sporadycznie dziczeją (efemerofity). Nazwa pochodzi od łacińskiego słowa phlox = płomień i nawiązuje do jaskrawo wybarwionych kwiatów tych roślin.

## Morfologia

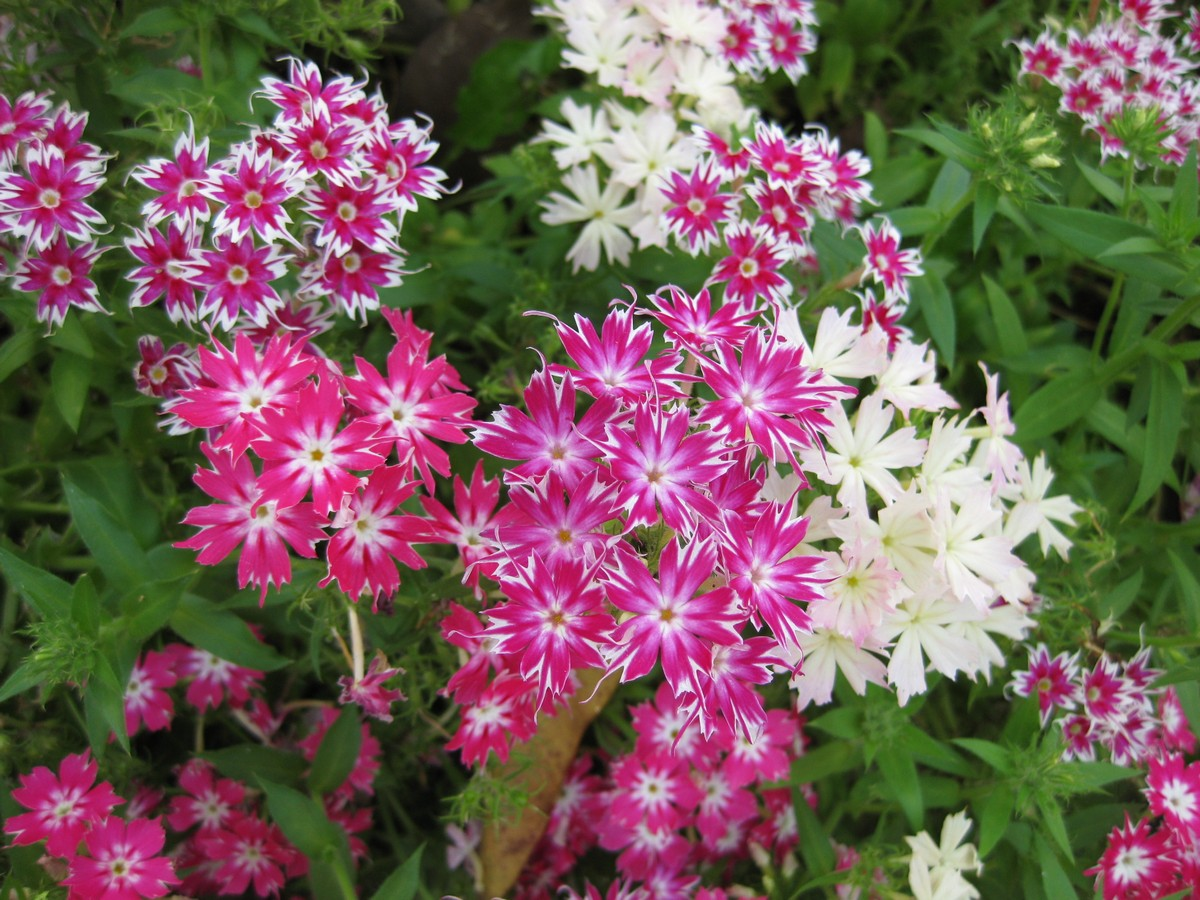
Floks Drummonda

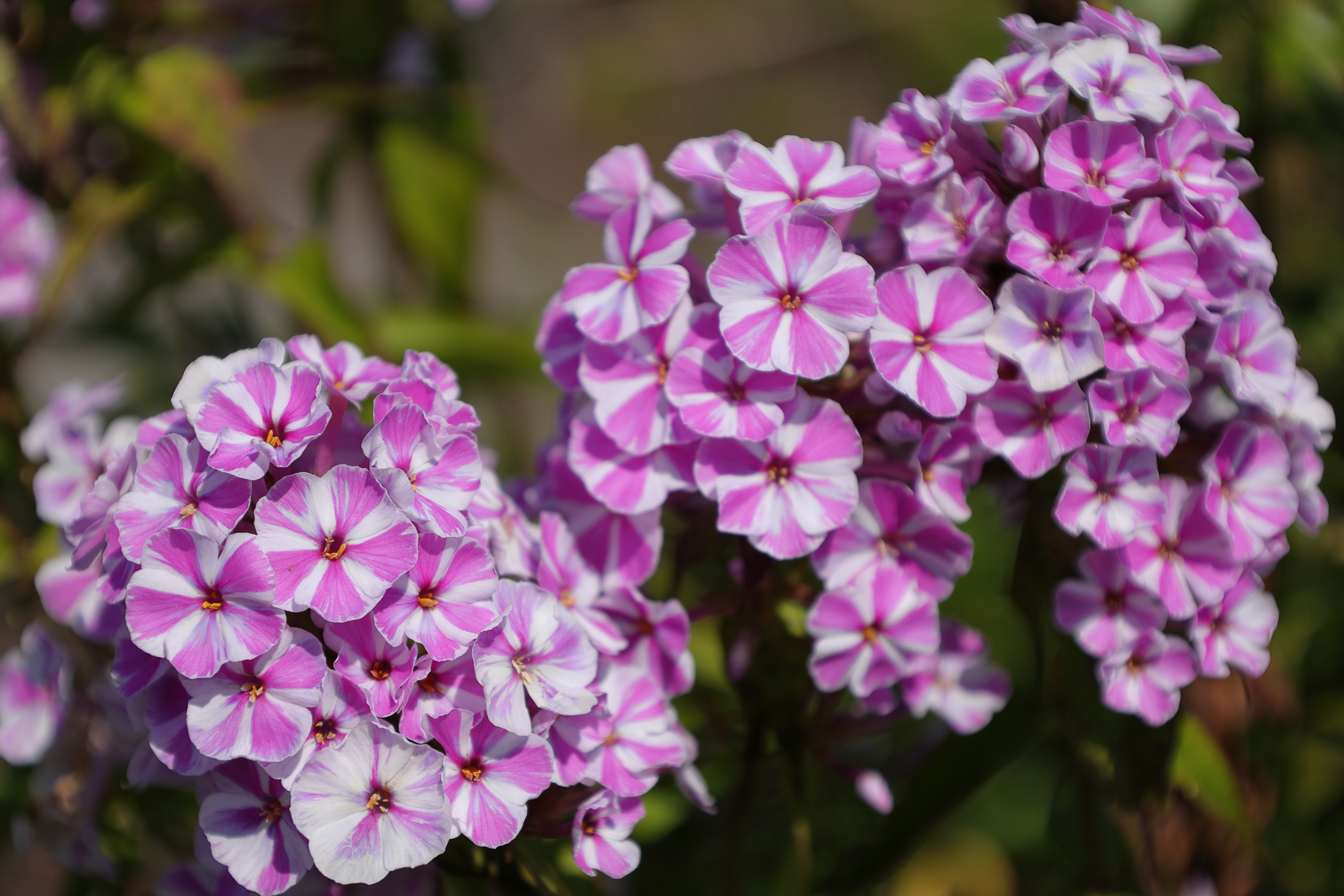
Floks plamisty

PokrójRośliny zielne wieloletnie (czasem drewniejące u nasady) i jednoroczne o pędach prosto wzniesionych osiągających do 1 m wysokości, rzadziej o pędach płożących.
LiścieNaprzeciwległe (tylko najwyższe czasem skrętoległe), siedzące lub krótkoogonkowe, pojedyncze, całobrzegie, od równowąskich po okrągławe.
KwiatyPięciokrotne, promieniste, skupione w szczytowych kwiatostanach (wierzchotki, wiechy, główki), rzadko pojedyncze. Kielich dzwonkowaty lub rurkowaty, złożony z 5 działek zrośniętych u nasady, zwykle z wydatnym nerwem środkowym. Płatków korony jest 5 o barwie białej, żółtawej, różowej, czerwonej, fioletowej, niebieskiej. Szczyt płatków jest zaokrąglony lub wcięty, a ich nasady są zrośnięte w długą i cienką rurkę. Pręcików jest 5, nierównej długości, ukryte są w rurce korony. Zalążnia górna, z 3 owocolistków, z jedną szyjką słupka.
OwoceKulistawa lub jajowata torebka zawierająca w każdej z trzech komór od pojedynczego do kilku nasion.

## Systematyka
Rodzaj należy do podrodziny Polemonioideae z rodziny wielosiłowatych Polemoniaceae. W obrębie rodzaju gatunki dzielone są na trzy sekcje: Divaricatae, Phlox i Pulvinatae.
Wykaz gatunków
- Phlox aculeata A.Nelson
- Phlox adsurgens Torr. ex A.Gray – floks wzniesiony
- Phlox albomarginata M.E.Jones
- Phlox alyssifolia Greene
- Phlox amabilis Brand
- Phlox amoena Sims
- Phlox amplifolia Britton
- Phlox andicola (Britton) E.E.Nelson
- Phlox × arendsii  H.B.May – floks Arendsa
- Phlox austromontana Coville
- Phlox bifida L.C.Beck – floks dwudzielny
- Phlox buckleyi Wherry
- Phlox caespitosa Nutt. – floks darniowy
- Phlox carolina L. – floks karoliński
- Phlox caryophylla Wherry
- Phlox cluteana A.Nelson
- Phlox colubrina Wherry & Constance
- Phlox condensata (A.Gray) E.E.Nelson
- Phlox cuspidata Scheele
- Phlox diffusa Benth.
- Phlox dispersa Sharsm.
- Phlox divaricata L. – floks kanadyjski
- Phlox dolichantha A.Gray
- Phlox douglasii Hook. – floks Douglasa
- Phlox drummondii Hook. – floks Drummonda
- Phlox floridana Benth.
- Phlox glaberrima L.
- Phlox glabriflora (Brand) Whitehouse
- Phlox gladiformis (M.E.Jones) E.E.Nelson
- Phlox × glutinosa Buckley
- Phlox griseola Wherry
- Phlox hendersonii (E.E.Nelson) Cronquist
- Phlox hirsuta E.E.Nelson
- Phlox hoodii Richardson
- Phlox idahonis Wherry
- Phlox kelseyi Britton
- Phlox longifolia Nutt.
- Phlox maculata L. – floks plamisty
- Phlox mesoleuca Greene
- Phlox mexicana Wherry
- Phlox missoulensis Wherry
- Phlox mollis Wherry
- Phlox multiflora A.Nelson
- Phlox nana Nutt. – floks niski
- Phlox nivalis G.Lodd. ex Sweet
- Phlox oklahomensis Wherry
- Phlox opalensis Dorn
- Phlox ovata L. – floks owalny
- Phlox paniculata L. – floks wiechowaty
- Phlox pattersonii Prather
- Phlox peckii Wherry
- Phlox pilosa L.
- Phlox pulchra (Wherry) Wherry
- Phlox pulvinata (Wherry) Cronquist
- Phlox pungens Dorn
- Phlox × pyramidalis Sm.
- Phlox richardsonii Hook.
- Phlox rigida Benth.
- Phlox roemeriana Scheele
- Phlox sibirica L.
- Phlox solivaga Mayfield & Darrach
- Phlox speciosa Pursh
- Phlox stolonifera Sims – floks rozłogowy
- Phlox subulata L. – floks szydlasty
- Phlox tenuifolia E.E.Nelson
- Phlox triovulata Thurb. ex Torr.
- Phlox variabilis Brand
- Phlox vermejoensis B.S.Legler
- Phlox viridis E.E.Nelson
- Phlox viscida E.E.Nelson
- Phlox woodhousei (A.Gray) E.E.Nelson

## Zastosowanie
Dzięki walorom ozdobnym swoich kwiatów wiele gatunków jest uprawianych jako rośliny ozdobne. 
Gatunki uprawiane
- floks Arendsa, płomyk Arendsa (Phlox arendsii hort.)
- floks Douglasa, płomyk Douglasa (Phlox douglasii Hook.)
- floks Drummonda, płomyk Drummonda (Phlox drummondii Hook.)
- floks kanadyjski, płomyk kanadyjski (Phlox divaricata L.)
- floks karoliński, płomyk karoliński (Phlox carolina L.)
- floks plamisty, płomyk plamisty (Phlox maculata L.)
- floks rozłogowy, płomyk rozłogowy (Phlox stolonifera Sims)
- floks szydlasty, płomyk szydlasty (Phlox subulata L., syn. P. setacea L.)
- floks śnieżny, płomyk śnieżny (Phlox covillei E. Nelson)
- floks wiechowaty, płomyk wiechowaty (Phlox paniculata L.)